# Elgersweier
Elgersweier ist ein Ortsteil der Stadt Offenburg im Ortenaukreis in Baden-Württemberg mit 2650 Einwohnern und liegt am Fluss Kinzig.

## Geographie
Elgersweier liegt kurz vor dem Eingang in den Schwarzwald in der Kinzigtal-Weitung, die naturräumlich noch zur Oberrheinebene gehört.

### Nachbargemeinden
Die Grenze der Gemarkung verläuft im Norden gegen die Stadt Offenburg, im Osten gegen die Gemeinde Ortenberg, im Süden gegen die Gemarkung des Offenburger Ortsteil Zunsweier und im Westen gegen die Gemarkung Hofweier (Gemeinde Hohberg).

## Geschichte
Erstmals urkundlich erwähnt wurde der Ort am 3. April 1242 als Ergerswilre. 1288 wird erstmals eine Kapelle in der Mitte des heutigen Friedhofes erwähnt, diese wurde aber bei einem Brand während eines Krieges im Jahr 1677 zerstört. 1761 wurde die Kirche abgerissen und durch ein neues Kirchenschiff ersetzt. Chor und Kirchturm werden wegen Geldmangel erst 1762/63 errichtet. 1812 wurden diese von der Gemeinde renoviert. Wegen des Wachstums der Gemeinde musste die Kirche 1881 erweitert werden, dabei wurden der heutige Kirchturm und der jetzt alte Teil der Kirche errichtet. 1957 musste das alte Kirchenschiff einem neuen, dem heutigen, weichen. 1962 wurden die Deckenfresken über dem Altar- und Hauptraum der Kirche von Kunstmaler Manfred A. Schmid aus Freiburg erstellt. 1989 wurde das Innere der Kirche renoviert und es gab einige kleinere Veränderungen: Einen neuen Altar, die Kommunionbänke verschwanden und die zwei Seitenaltäre wurden geringfügig verändert. 2023 wurde der Kirchturm saniert, ein neuer Glockenstuhl eingebaut und das Geläut um eine vierte Glocke ergänzt.
Legenden zufolge wurde hier auch zuerst das berühmte Schwarzwälder Kirschwasser gebrannt. Tatsache ist, dass Elgersweier auch heute noch als Kirschendorf bekannt ist, nicht zuletzt wegen der Narrenzunft „Tscherissisli“ (vgl. frz. „cerise“ = „Kirsche“). Zur Fasent verwandelt sich das Dorf in „Klein Paris“.
Am 1. Dezember 1971 wurde Elgersweier im Zuge der Gemeindereform nach Offenburg eingemeindet.

## Demographie
Einwohnerzahlen nach dem jeweiligen Gebietsstand.
| Jahr | Einwohnerzahl |
| ---- | ------------- |
| 1814 | 467           |
| 1834 | 614           |
| 1864 | 814           |
| 1913 | 1.097         |
| 1939 | 1.181         |
| 1961 | 1.511         |
| 1970 | 2.037         |

## Politik
Dem Ortschaftsrat Elgersweier gehören zehn Ortschaftsräte an (4 FFW, 3 CDU, 3 SPD).
Das Amt des Ortsvorstehers wird von Michael Rais ausgeübt.

## Wirtschaft und Infrastruktur

### Wirtschaft
Der Ort bietet in seinem Industriegebiet ca. 3.500 Arbeitsplätze. Einige namhafte Unternehmen wie Hansgrohe oder Huber Kältemaschinenbau sowie viele KMU-Betriebe aus allen Bereichen sind hier angesiedelt. Nur noch zum Teil auf Elgersweirer Gemarkung, aber in unmittelbarem Anschluss an das Industriegebiet Höhe der Bundesstraße 3 entsteht das interkommunale Industrie- und Gewerbegebiet „Hoch 3“, ein Verbund der Gemeinden Offenburg, Hohberg und Schutterwald.

### Verkehr
An Verkehrsinfrastruktur findet sich rund zwei Kilometer entfernt der Regionalflugplatz von Offenburg. Die Bundesstraße 3 und die Bundesstraße 33 führen direkt an Elgersweier vorbei. Die Entfernung zum A5-Anschluss Offenburg Mitte beträgt rund acht Kilometer. Die ursprünglich bis zum Jahr 2010 geplante Realisierung des neuen Autobahnanschlusses Offenburg-Süd von der Bundesstraße 33 in Höhe des Industriegebietes Elgersweier verzögert sich (Stand 2022) weiter. Durch den Ort führt die Kreisstraße 5331.

## Kultur und Sehenswürdigkeiten

### Sehenswürdigkeiten
In Elgersweier steht auch das älteste Wohnhaus der Ortenau, es wurde 1576 erbaut.
Die Kirche St. Markus mit den Deckengemälden (Fresken) im Chorraum und Hauptschiff aus dem Jahre 1962. Entworfen und ausgeführt von Manfred A. Schmid, Künstler aus Freiburg.

### Religionen
Die römisch-katholische Pfarrei St. Markus gehört seit der Dekanatsreform am 1. Januar 2008 zum Dekanat Offenburg-Kinzigtal und seit dem 1. Januar 2015 zur Seelsorgeeinheit Offenburg. Deren Leiter und damit auch Pfarrer der St. Markus-Kirche ist seit dem 1. Januar 2015 Dekan Matthias Bürkle. Vor Ort im Elgersweierer Pfarrhaus residiert der Diakon als Mitglied des Seelsorgeteams.

### Vereinsleben

#### Narrenzunft Tscherissili Klein-Paris
Schon lange bevor die Narrenzunft gegründet worden ist, wurde in die Elgersweier die Fastnacht gefeiert. Weil die Elgersweierer schon um die Jahrhundertwende Feste feierten, wie sie fielen, wurden sie damals schon Klein Pariser genannt. Diese Bezeichnung schaffte es später in den Namen der Narrenzunft. Die Klein Pariser trieben es sogar so weit, dass sie trotz Vorwarnungen und Gegenmaßnahmen der „Städtischen Narren“ das Offenburger Rathaus stürmten. „Tscherissili“ ist die lokale Bezeichnung für Kirschen, deren Bäume das Landschaftsbild in und um Elgersweier prägen. Am 7. Mai 1974 traf sich auf Vorschlag des damaligen Vorsitzenden des Pfarrgemeinderats von Elgersweier Kurt Kalt der Narrenrat zur Konstituierung und bestand aus Vertretern der örtlichen Vereine, um zu gewährleisten, dass die künftige Fasenttätigkeit von allen örtlichen Gruppierungen mitgetragen wird. Die Häsfigur des „Tscherissili“ wurde am 11. November 1974 der Öffentlichkeit vorgestellt. Am 31. Mai 1975 fand dann die Gründungsversammlung statt und noch im selben Jahr trug man sich in das Vereinsregister ein. Am 31. Januar 1981 war man als Gründungsmitglied dabei, als in Appenweier der Ortenauer Narrenbund gegründet wurde. Am 19. und 20. Januar 1985 feierten die Tscherissili ihr 11-jähriges Jubiläum und waren der Austräger der 3. Ortenauer Narrentage. Am 16. Januar 1999 lud man die ganze Region zur 6. Jugendfasend des Ortenauer Narrenbundes ein. Das Häs der Tscherissili stellt einen Kirschbaum in seiner vollen Pracht da und besteht aus Filzblättern. Zudem wird eine Holzmaske getragen, deren Augenbrauen an Kirschblätter erinnern und auf deren Wangen zwei Kirschen abgebildet sind. Neben der Häsfigure „Tscherissili“ und dem Zunft- und Ehrenzunftrat gibt es noch die Figuren „Wäschwieber“ und „Sandbure“.

#### Narrenzunft Kinzigtal-Hexen 2009
Am 10. Juli 2009 gründeten sich die Kinzigtal-Hexen in Elgersweier. Der Name der Zunft geht auf Hexenverfolgungen im 16. und 17. Jahrhundert im Kinzigtal zurück. Das Häs besteht aus einer bordeauxroten Jacke und Bluse, einem schwarzen Rock, einer weißen Pumphose, einem beigefarbenen Schurz, schwarz- oder bordeauxfarbenen Ringelsocken, einem schwarzen Halstuch, schwarzen Handschuhen, Strohschuhen und natürlich einem Besen. Eine Ausnahme stellt die Leitfigur der Hexe da, bei ihr sind es die genau entgegengesetzten Farben und statt eines Besens hat sie einen Stab. Zum Jubiläum kam die neue Figur des Teufels zur Zunft. Dieser trägt einen Blaumann mit schwarzen und bordeauxroten Fleckli, schwarzen Handschuhen und schwarzen Halbschuhen. In der Hand hält er einen Fuchsschwanz und an seiner Maske sind zwei typischen Teufelshörner.

#### Weitere Vereine
Des Weiteren gibt es in Elgersweier den VfR Elgersweier, die HC Hedos, den Turnverein, den Tischtennisverein, den Tennisclub Rot-Weiß, die Wanderfreunde, den Musikverein, die Bläserjugend „Sax for four“, den Gesangverein Frohsinn, den Kirchenchor St. Markus, den Chor „New Melody – DER CHOR“, den Heimatverein, den Seniorenverein, die Initiative Elgersweier, den Freizeitclub, den Touristenverein DIE NATURFREUNDE, die Nachbarschaftshilfe, die Freiwillige Feuerwehr und den Förderverein für die Grundschule.

### Regelmäßige Veranstaltungen
- Zunftsitzung der Tscherissili
- Hemdglunker-Umzug mit anschließendem Narrenbaumstellen der Tscherissili
- Manken im Dorf
- Kinderball der Tscherissili
- Hexenverbrennung der Kinzigtal-Hexen

## Persönlichkeiten

### Söhne und Töchter der Ortschaft
- Manolo Rodas (* 1996), deutscher Fußballer